# Ian Hutchinson
Ian Hutchinson (Derby, Derbyshire, Inglaterra; 4 de agosto de 1948 — Londres, Inglaterra; 19 de septiembre de 2002) fue un futbolista inglés que se desempeñó como delantero en clubes como el Burton Albion y el Chelsea FC.

## Clubes
| Club          | País       | Año         |
| ------------- | ---------- | ----------- |
| Burton Albion | Inglaterra | 1966 - 1968 |
| Chelsea FC    | Inglaterra | 1968 - 1976 |

## Palmarés

### Campeonatos nacionales
| Título | Club       | País       | Año     |
| ------ | ---------- | ---------- | ------- |
| FA Cup | Chelsea FC | Inglaterra | 1969-70 |

### Copas internacionales
| Título           | Club       | País       | Año     |
| ---------------- | ---------- | ---------- | ------- |
| Recopa de Europa | Chelsea FC | Inglaterra | 1970-71 |